# 土井貞一
土井 貞一（どい さだいち、明治9年（1876年）‐昭和20年（1945年）4月14日）は大正時代から昭和時代の新版画の版元。

## 来歴
青年期の詳細については未詳。1900年頃、汽船でアメリカに渡航し、サンフランシスコで生計維持のためにレストランの皿洗いなどをして貯金を蓄えた後、1903年5月、ようやく市内マカリスター通608番地に自らの店を開店する。そして、1916年に日本へ帰国するまでの13年間、版画店を営業していた。同年、いったん帰国後、再度、渡米して浮世絵版画を売買している。その後、1924年、上野御成道（現･神田末広町10番地）に「エス･ドヰ版画店」を開業した。当事、尚美社、江戸屋、酒井好古堂、遠藤商店、小松名所堂、西楽堂、竹田玩古堂、孚水画房、清水源泉堂、前羽商店などといった浮世絵商や版元が1930年にかけてこの御成道に続々と店を構えていた。始めは貞一も浮世絵版画やそれに関する版本などを取り扱っていたが、浮世絵販売の衰退、過当競争により、木版画の出版と輸出のための新分野を開拓しなければならなかった。
一方、渡辺庄三郎が1930年初頭までに伊東深水や川瀬巴水による新版画事業で成功を収めていたなか、貞一も有望な絵師との連携を目指して巴水の木版画12点を1931年12月から1932年6月にかけて出版することとなった。これが貞一にとっての新版画発行の最初であった。しかし、この巴水は渡辺版画店における重要な絵師であったので、土井版画店専属の絵師を見つけなければいけなかった。このような中、貞一は土屋光逸と巡り合い、この光逸との強力な連携により1933年1月から1944年7月までの間に80点にも及ぶ名作を世に送り出すことができた。また、1936年からフランス人のノエル・ヌエットの木版画「東京風景」シリーズを刊行した。ほかに戦前までに石渡東江、大耕といった絵師の作品も何点か出版したが、1937年の日中戦争勃発により全ての木版画業界関係者は次第に売上減少となっていき、さらに戦時体制下により和紙、版木などを含んだ日常生活物資に対する統制が厳格になっていった。そして、遂に1941年12月の太平洋戦争突入によりアメリカへの版画の輸出も完全に停止されたため、貞一も廃業を余儀なくされて東京の店舗を閉め、千葉県千葉市稲毛区に疎開せざるを得なくなった。貞一はこの疎開の際、将来の事業再開を期して多くの版木を持参していたため、これらは戦火を免れることはできたが、貞一自身は中国へ行った息子たちの安否を気にしつつ、1945年4月14日に69歳で没した。

第二次世界大戦後、1948年になって土井英一によって土井版画店が改めて開業されている。